# Waki (Yamaguchi)
Waki (和木町 Waki-chō?) es un pueblo localizado en la prefectura de Yamaguchi, Japón. Tiene una población estimada, a fines de febrero de 2022, de 6072 habitantes.

## Geografía

### Localidades circundantes
- Prefectura de Yamaguchi
  - Iwakuni
- Prefectura de Hiroshima
  - Ōtake

## Demografía
Según los datos del censo japonés, esta es la población de Waki en los últimos años.
| Año del censo | Población |
| ------------- | --------- |
| 1995          | 6.959     |
| 2000          | 6.732     |
| 2005          | 6.441     |
| 2010          | 6.378     |
| 2015          | 6.285     |
| 2022 (est.)   | 6.072     |